# Isa Salmen
Isabella Marquezini Salmen, mais conhecida como Isa Salmen (Agudos, 11 de Setembro de 1991), é uma atriz brasileira. Ganhou notoriedade por dar vida a personagem Sandra da Novela Fuzuê da TV Globo.

## Biografia
Filha de Samir Fued Salmen e Isabel Cristina Drago Marquezini Salmen, ambos médicos. Samir é gastro cirurgião, e Isabel cirurgiã pediatra. Isabella nasceu em Agudos, interior de São Paulo. Desde pequena, Isa se interessava por Artes, Dramaturgia e Cinema. Aos 16 anos, saiu da casa dos pais para cursar Direito na Pontifícia Universidade Católica de São Paulo, PUC-SP. Após se formar e obter sua licença da OAB, Isa Salmen decidiu investir na carreira artística, mudando-se aos 22 anos para o Rio de Janeiro.
Já morando no Rio de Janeiro em 2016, fez Pós-Graduação em Marketing na PUC- Rio. Impulsionada pela dedicação à área artística, se graduou na Escola de Atores Wolf Maya e foi cursar atuação no exterior. Em 2017 se formou em Cinema no Instituto Lee Strasberg Nova York, na Escola Stella Adler e se especializou em Film Making na New York Film Academy.
Em 2018, cursou teatro na Academia Nazionale di Roma, e também estudou e trabalhou com Juan Carlos Corazza na Espanha. Isa Salmen também trabalhou e estudou na França, no Cours Florent, e com a coach de Nicole Kidman, Susan Batson. Se preparou ainda com Ivana Chubbuck e com Eduardo Milewciz.
De volta ao Rio em 2019, Isa se se graduou em Bacharel em Artes Cênicas pela Faculdade da CAL, Casa das Artes das Laranjeiras, sua quarta faculdade completa. 
Isa Salmen é poliglota, domina 5 idiomas fluentemente: inglês, espanhol, francês, italiano e português.

## Carreira
Iniciou sua carreira na televisão em 2016, na novela Os Dez Mandamentos (telenovela) da RecordTV, interpretando a personagem “Ísis”. No ano seguinte, deu vida a personagem “Hannah” da novela O Rico e Lázaro, também na RecordTV. Desde então, atuou em diversas produções na Rede Globo, como Malhação 2017: Viva a Diferença em que atuou como a médica “Patrícia”, Malhação 2018: Vidas Brasileiras interpretou a personagem “Lourdes”.  Participou das novelas Segundo Sol e Amor de Mãe, ambas em 2019 e deu vida a personagem “Débora”, em Um Lugar ao Sol (telenovela) em 2020.
Também em 2020, Salmen integrou o elenco de Amor sem Igual em seu retorno à RecordTV, interpretando a personagem “Krystal”. Em 2021, atuou na Novela Gênesis (telenovela), participando da “Fase Jacó”, como a personagem “Eloah”.
Em 2022, voltou à Globo para participar da novela Além da Ilusão, interpretando a personagem “Mirtes” e fez sua estreia no streaming, participando do elenco da Série Fim (telessérie) da Globoplay como a personagem “Portenha”.
Integrou o elenco da 9º temporada de Reis (telenovela) - A Sucessão , interpretando a personagem “Aksa”, uma das servas do Rei Salomão, vivido pelo ator Guilherme Dellorto em 2023.
Em 2024 interpretou Sandrana Novela Fuzuê uma garota de programa que vira comparsa de Pascoal Garcia Juliano Cazarré, no roubo do dinheiro de Maria Navalha. Ainda em 2024, Isa Salmen foi escalada para viver a personagem "Farah", em A Rainha da Pérsia, produção da RecordTV.
Participou como coprotagonista de um longa-metragem italiano, ao lado de Anna Galiena e um elenco renomado. Recentemente, concluiu as gravações da série Vitória, em Portugal, com a participação de Daniela Ruah, Sara Matos e um grande elenco, sob a direção de Leonel Vieira, para a plataforma HBO Max Espanha.
Isa Salmen fez sua estreia nos cinemas com o filme A Chance In The World, filme gravado nos EUA em 2017. Ainda em 2017, participou do Filme Os Penetras 2 – Quem Dá Mais? Sequência do filme de comédia brasileiro Os Penetras. Lançado em 2021, no longa-metragem Hermanoteu na Terra de Godah, Isa Salmen deu vida a personagem Maria Madalena. No Drama Duetto, filme Italo-Brasileiro lançado em 2022, Isa Salmen interpretou a italiana "Elisabeta" contracenando com os atores Marieta Severo e Michele Morrone.
No teatro, Isa Salmen iniciou na carreira artística em 2014, atuando em diversas peças, entre elas: “A Gaivota” com direção de Jair Rodrigues, como a personagem “Nina”. Em “Pequenos Burgueses”, com direção de Jair Rodrigues, deu vida a personagem “Tatiana”, também em 2014. Em “O Boca de Ouro”, com texto de Nelson Rodrigues com direção de Flávia Pucci, Isa Salmen interpretou “Celeste". Na montagem de “O Rinoceronte”, com direção de Delson Antunes, deu vida a personagem “Jean”. Na montagem de “A Comédia dos Erros - Shakespeare” com direção de Delson Antunes, em 2015, interpretou a personagem ”Adriana”. E em 2018 participou da peça “Quem é?” com direção de Marcus Alvisi, atuou como a personagem “Muriel”.

## Formação
Universidade de Salamanca (Espanha) Direito  e Economia da União Europeia - (2011)
Pontifícia Universidade Católica de Sp - PUC - Direito (2013)
Escola de Atores Wolf Maya  (2014)
Pontifícia Universidade Católica do Rio de Janeiro - Pós Graduação Lacto Sensu - MBA em Marketing (2016) 
Instituto Lee Strasberg - Formada em Cinema (2016)
Academia Nazionale di Roma, Itália (2016)
Escola Stella Adler (2017)
Especialista em “Film Making” New York Film Academy (2017)
Estúdios Corazza (Juan Carlos Corazza) (2018)
Cours Florent França (2018)
Bacharel em Artes Cênicas pela Faculdade da CAL  Casa das Artes das Laranjeiras (2020)

## Filmografia

### Telenovelas e Series de TV
| Ano  | Título                                     | Personagem          | Nota                            |
| ---- | ------------------------------------------ | ------------------- | ------------------------------- |
| 2016 | Os Dez Mandamentos (telenovela)            | "Isis"              |                                 |
| 2017 | O Rico e o Lázaro                          | "Hannah"            |                                 |
| 2017 | Malhação 2017 (Malhação Viva a Diferença)  | "Patrícia (Médica)" |                                 |
| 2018 | Malhação 2018 (Malhação Vidas Brasileiras) | "Lurdes"            |                                 |
| 2019 | Segundo Sol                                | Participação        |                                 |
| 2019 | Amor de Mãe                                | Participação        |                                 |
| 2020 | Um Lugar ao Sol (telenovela)               | "Débora"            |                                 |
| 2020 | Amor sem Igual                             | "Krystal"           |                                 |
| 2021 | Gênesis                                    | "Eloah"             |                                 |
| 2022 | Além da Ilusão                             | "Mirtes"            |                                 |
| 2022 | FIM                                        | "Portenha"          |                                 |
| 2023 | Reis                                       | "Aksa"              | 9ºTemporada - Reis "A Sucessão" |
| 2024 | Fuzuê                                      | "Sandra"            |                                 |
| 2024 | A Rainha da Pérsia                         | "Farah"             |                                 |
| 2025 | O Senhor e a Serva                         | "Fortuna"           |                                 |
| 2025 | Vitória(HBO MAX Espanha)                   | Teresa              |                                 |

### Cinema
| Ano  | Título                                                     | Personagem       | Nota                                |
| ---- | ---------------------------------------------------------- | ---------------- | ----------------------------------- |
| 2017 | A Chance In The World                                      | Participação     | Sob Direção de: Mark Vadik          |
| 2017 | Os Penetras 2 – Quem Dá Mais? (Os Penetras Bons de Bico 2) | Participação     | Sob Direção de: Andrucha Waddington |
| 2021 | Hermanoteu Na Terra De Godah                               | "Maria Madalena" | Sob Direção de: Bernardo Palmeiro   |
| 2022 | Duetto                                                     | "Elisabeta"      | Sob Direção de: Vicente Amorim      |
| 2024 | “L’educazione della nonna”                                 | "Lorena"         | Sob Direção de: Massimo Scaglione   |

### Teatro
| Ano  | Título                           | Personagem | Nota |
| ---- | -------------------------------- | ---------- | ---- |
| 2014 | Gaivota                          | “Nina”     |      |
| 2014 | Pequenos Burgueses               | “Tatiana”  |      |
| 2015 | O Boca de Ouro                   | “Celeste”  |      |
| 2016 | O Rinoceronte                    | “Jean”     |      |
| 2017 | A Comedia dos Erros, Shakespeare | ”Adriana”  |      |
| 2018 | Quem é?                          | “Muriel”   |      |